# Ramon Argemí i Comerma
Ramon Argemí i Comerma (Tarrasa, 31 de agosto de 1872 - Barcelona, 5 de marzo de 1955) fue un fabricante textil español y personalidad tarrasense. Fue regidor del Ayuntamiento de Tarrasa en 1904, presidente del Círcol Egarenc en 1904-1905 y 1920-1921, cofundador del Acondicionamiento Tarrasense,  miembro de la Agrupació Regionalista e integrante de la Comisión Inspectora del  Banco Comercial de Tarrasa, en 1924. Es hijo del industrial textil y exalcalde de Tarrasa, Narcís Argemí i Vendrell y padre del deportista de élite y cineasta, Francesc Argemí i Solà.

## Industrial textil
A finales del siglo XIX, los tejidos de lana y estampado de la fábrica de Ramon Argemí eran conocidos y reconocidos internacionalmente por su alta calidad, habiendo sido galardonados en diversas ocasiones. Destacan el premio medalla de plata al tejido de lana de la Exposición Universal de Barcelona de 1888, el premio medalla de oro en la Exposición Universal de París de 1889 y el premio medalla de oro en la Exposición Universal de Chicago de 1893.
Con tan solo 13 años de edad, Ramon Argemí i Comerma quedó huérfano de madre y padre, el también fabricante textil y exalcalde de Tarrasa, Narcís Argemí i Vendrell, y Ramon hereda una fábrica de seis telares de jacquard y de hilado de lana. La fábrica pasa a llamarse “Successor de Narcís Argemí” y sigue llevando a cabo su actividad en la Casa Narcís Argemí (o Magatzem Narcís Argemí) de Terrassa (un edificio remodelado por el arquitecto Rafael Puig i Puig, de estilo ecléctico y con líneas de inspiración neoclásica, que en la actualidad está protegido como Bien Cultural de Interés Local.

A inicios del siglo XX, una vez que Ramon Argemí alcanza la mayoría de edad, y aprovechando el momento de expansión productiva, la fábrica pasa a llamarse “Ramon Argemí”, se instala un hilar en el vapor Sensada i Ramoneda y, años después, en el vapor de la viuda Galí. En 1915, Ramon Argemí i Comerma se asocia con Joan Trullàs i Trilla para crear la sociedad “Trullàs i Argemí”.
Fue cofundador, en 1906, del Acondicionamiento Tarrasense, una entidad creada por los fabricantes textiles de Tarrasa para llevar a cabo el control de calidad de los tejidos por medio de la comprobación, el ensayo y el análisis químico de los artículos producidos.

## Actividad política
En paralelo al oficio de industrial, Ramon Argemí i Comerma se mantuvo altamente implicado en la actividad social, política y cultural de Tarrasa. Fue regidor del Ayuntamiento de la ciudad en 1904, durante la alcaldía de Alfons Maria Ubach i Solà. El mismo año, fue presidente de la entidad cultural Círcol Egarenc, presidencia que va renovó  durante el 1920-1921. De ideología catalanista, en contraposición al salismo, fue miembro activo de la Agrupació Regionalista. De hecho, en 1907, en una época de gran confrontación política, fue uno de los socios expulsados del Círcol Egarenc por el mero hecho de bailar una sardana. En 1924, poco antes de la desaparición del antiguo Banco de Tarrasa, entonces reconvertido en el  Banco Comercial de Tarrasa, Ramon Argemí i Comerma formó parte de la Comisión Inspectora de la entidad.